# Siikainen
Siikainen (in svedese Siikais) è un comune finlandese di 1308 abitanti, situato nella regione del Satakunta.